# Luise Donschen
Luise Donschen (* 19. April 1982 in Ost-Berlin) ist eine deutsche Filmregisseurin.

## Leben
Luise Donschen studierte Film an der Hochschule für Bildende Künste Hamburg (HFBK) sowie Europäische Ethnologie und Germanistik an den Universitäten Hamburg und Belgrad. Von 2010 bis 2017 war sie künstlerisch-wissenschaftliche Mitarbeiterin an der HFBK.
Ihr Debütfilm Casanovagen hatte seine Uraufführung im Forum der Internationalen Filmfestspiele Berlin 2018.
Sie lebt mit dem Sänger Felix Meyer in Berlin.

## Filmografie
- 2005: Zwischen den Grenzen (Kurzfilm), gemeinsam mit Laura von Bierbrauer
- 2012: Macht, dass mir inne wird, was ich durch euch verloren habe (Kurzfilm)
- 2018: Casanovagen
- 2019: Ganze Tage Zusammen (Kurzfilm)

## Auszeichnungen
- 2018: Bester Film in der Sektion Altered States auf dem Festival Internacional de Cine de Mar del Plata[3]
- 2019: Großer Preis der Stadt Bilbao auf dem Internationalen Film Festival ZINEBI[4]
- 2020: Stipendiatin der Villa Kamogawa, Kyoto[5]